# 榮節
榮節（1457年—？），字應中，河南汝寧府遂平縣人，民籍，明朝政治人物。

## 生平
河南鄉試第十八名舉人。成化二十三年（1487年）中式丁未科會試第五十九名，三甲第八十名進士。

## 家族
曾祖榮玉；祖父榮整；父榮和，前母李氏；母張氏。具庆下。